# Морская сигнализация
Морская сигнализация — способ коммуникации на расстоянии между суднами, а также берегом и судном и наоборот, состоящий в передаче и приеме сигнальных сообщений с помощью визуальных средств, звуков и тому подобное, с целью обеспечения безопасности мореплавания (судоходства).
Сигнальные сообщения, которые извещают о беде во время кораблевождения, передаются всеми возможным средствами и всем тем, кто может их принять.
Выделяют, в частности, такие виды морской сигнализации:
- морская визуальная сигнализация, или видимая. Сюда относится собственно огонь, сигнальные огни, ракеты, флажки (флажковая сигнализация) и другие визуальные средства и устройства.
- морская звуковая сигнализация. Сюда относится наутофоны, свистки, сирены, судовые колокола, выстрелы и т. д. Выделяют также гидроакустическую сигнализацию.
- морская радиотехническая сигнализация. Сюда относится собственно радио, телефонная и другая связи.